# Naudovac
Naudovac is een plaats in de gemeente Suhopolje in de Kroatische provincie Virovitica-Podravina. De plaats telt 178 inwoners (2001).